# الردود (تريم)

تعديل مصدري - تعديل

الردود هي إحدى قرى عزلة تريم بمديرية تريم التابعة لمحافظة حضرموت، بلغ تعداد سكانها 2686 نسمة حسب تعداد اليمن لعام 2004.